# Cantó de Bourbon-Lancy
El cantó de Bourbon-Lancy és un cantó francès del departament de Saona i Loira, situat al districte de Charolles. Té 10 municipis i el cap és Bourbon-Lancy.

## Municipis
- Bourbon-Lancy
- Chalmoux
- Cronat
- Gilly-sur-Loire
- Lesme
- Maltat
- Mont
- Perrigny-sur-Loire
- Saint-Aubin-sur-Loire
- Vitry-sur-Loire

## Història
| Data d'elecció                           | Identitat         | Partit           | Qualitat |
| ---------------------------------------- | ----------------- | ---------------- | -------- |
| 1945-1949                                | Albert Husson     | Radical          |          |
| 1949-1976                                | Marc Goutheraut   | SFIO, després PS |          |
| 1976-1994                                | Roger Luquet      | PS               |          |
| 1994-2008                                | Jacques Mitaine   | PS, després MRC  |          |
| 2008-                                    | Jean-Paul Drapier | PS               |          |
| les dades anteriors no són pas conegudes |                   |                  |          |
|                                          |                   |                  |          |

## Demografia
| A partir de 1990: Població sense dobles comptes |